# The Marine 6: Close Quarters
The Marine 6: Close Quarters (titulada El marino 6: Sin escapatoria en Hispanoamérica y Persecución extrema 6: Sin escapatoria en España) es una película de acción de 2018 producida por la WWE Studios. Es la sexta y última entrega de la serie de películas The Marine. Mike Mizanin "The Miz" regresó para protagonizar la serie por cuarta vez con su personaje de Jake Carter, junto a sus compañeros luchadores de la WWE Shawn Michaels y Becky Lynch.

## Sucesos
En un parque, una joven llamada Sarah Dillon es secuestrada por la criminal irlandesa Maddy Hayes. Maddy llama a Patrick, el padre de Sarah, a un jurado, y amenaza con matarla si Patrick no obliga a anular el juicio de su padre, Horace, quien está siendo juzgado.
Los exmarinos estadounidenses Jake Carter y Luke Trapper se encuentran con un hombre llamado Graham en una cervecería abandonada. Dentro la cervecería se encuentran con un excombatiente de mayor edad Tommy Walker quien los amenaza diciéndoles que no se irá de la cervecería ya que es su casa, sin embargo la intención de ellos no era molestarlo. Después de ello Jake y Luke recorriendo el lugar oyen un grito en el interior y entran a la habitación de donde provenía, se encuentran con Maddy y sus secuaces, que tienen a Sarah como rehén. Graham más adelante entra y Maddy lo mata lo que desencadena una pelea en la que Luke y Jake logran escapar con Sarah, no obstante los demás secuaces de Maddy cierran todas las salidas de la cervecería para impedir que escapen. 
Encerrados dentro la cervecería se reencuentran nuevamente con Tommy Walker quien se ofrece a ayudarlos a rescatar a Sarah. Tommy les revela que la única salida viable es por un sistema de túneles subterráneos. En el intento de escapar Jake, Luke y Tommy asesinan a varios secuaces, al final del tiroteo Tommy es herido gravemente por un secuaz encubierto muriendo más tarde. Luke y Jake continúan su misión con Sarah metiéndose en el sistema de túneles subterráneos. Ahí dentro son emboscados y Jake recibe un disparo resultando herido de muerte y Maddy toma a Sarah de nuevo. Confiando en que Luke rescatará a Sarah, Jake moribundo se sacrifica tratando de matar a los secuaces que puede, sin embargo en ese momento se encuentra con Maddy quien lo mata definitivamente.
Luke sigue a Maddy y a sus secuaces restantes hacia una embarcación. Maddy se entera de que se ha confirmado la nulidad del juicio, lo que la deja sin nada que hacer. Luke encubierto asesina a los secuaces restantes y salta a la embarcación, donde mata al último secuaz. Luke se encuentra con Maddy, se enfrentan en un combate cuerpo a cuerpo, Luke domina a Maddy con una cuerda y la arroja al mar muriendo ahogada. Luego de llegar a tierra la policía y los paramédicos aparecen, y Sarah se reúne con Patrick, quien garantiza que Horace comparecerá ante la justicia. Mientras los paramédicos se llevan el cadáver de Jake, Sarah se lamenta por lo de Jake, Luke le dice que el murió como un héroe y se despiden de él. La película termina con una serie de recuerdos mostrando todo lo que Jake Carter hizo a lo largo de la franquicia.

## Reparto
- Mike Mizanin "The Miz" como Jake Carter
- Shawn Michaels como Luke Trapper
- Becky Lynch como Maddy Hayes
- Louisa Connolly-Burnham como Sarah Dillon
- Michael Higgs como Graham Torrence
- Tim Woodward como Tommy Walker
- Alec Newman como Patrick Dillon
- Terence Maynard como Shawn Taylor
- Martyn Ford como Oscar Hayes
- Anna Demetriou como Katrina Rodríguez
- Daniel Adegboyega como Lewis Rooney
- Hester Ruoff como Kelly
- David William Bryan como Ben
- Ellie Goffe como miembro del jurado